# NCTD Sprinter
El Sprinter es una línea de vehículos ferroviarios ligeros que opera entre Oceanside y Escondido, California, Estados Unidos. El servicio usa los existentes 35 km (22 millas) de vías del ramal de Escondido del Ferrocarril del Norte de San Diego. Las plataformas de las estaciones fueron construidas para las quince estaciones de la línea que sirve a las ciudades de Oceanside (terminal occidental), Vista, San Marcos, y Escondido (terminal oriental). La línea provee servicio a Palomar College y a la Universidad Estatal de California, San Marcos.
El Sprinter es operado por el North County Transit District (NCTD) de Oceanside, la agencia de tránsito público de Oceanside. La agencia también opera al San Diego Coaster y al Breeze Bus. El servicio Sprinter es operado con los automotores de unidades múltiples diésel Siemens Desiro manufacturados por Siemens en Alemania, donde son usados en servicios regionales. Doce pares de vehículos Siemens Desiro fueron entregados al Centro de Tránsito de Escondido en agosto de 2006. Los coches estuvieron a prueba por California al principio de 2007. En el Centro de Tránsito de Oceanside (Oceanside Transit Center), el Sprinter conecta a tres líneas de trenes de cercanías (el Coaster, el Metrolink Orange County Line, y el Metrolink Inland Empire-Orange County Line) y la línea regional Pacific Surfliner de Amtrak.
Los trenes salen cada media hora entre las 04:00 (4:00 a. m.) y 21:30 (21:30 p. m.) de lunes a viernes, y cada hora los fines de semana, el servicio Sprinter toma 53 minutos para ir de un extremo de la línea al otro,  acorta la distancia recorrida en autobús en unos 20 minutos, y el promedio de viajes es de 20 a 30 minutos.

## Material rodante
El sistema de automotores (DMU)  del ferrocarril son fabricados por la empresa alemana Siemens AG. Cada coche está propulsado por dos motores diésel Mercedes de 450-caballos de fuerza (335 kW) ubicados bajo el piso de la cabina de pasajeros. La velocidad máxima admisible de los trenes en la ruta es de 90 km/h (55 mph). 
Cada coche de 2 unidades articuladas sienta 136 pasajeros, con espacio para 90 pasajeros de pie, y en la mayoría de los viajes,  dos formaciones Desiro Classic funcionan en unidades múltiples, con el conductor en control de los cuatro motores diésel en un tren de dos coches. La carrocería es de construcción integral de aluminio; el peso en vacío es de 67 toneladas. La flota inicial se compone de doce vehículos suministrados por Siemens a un costo de 52,2 millones dólares.

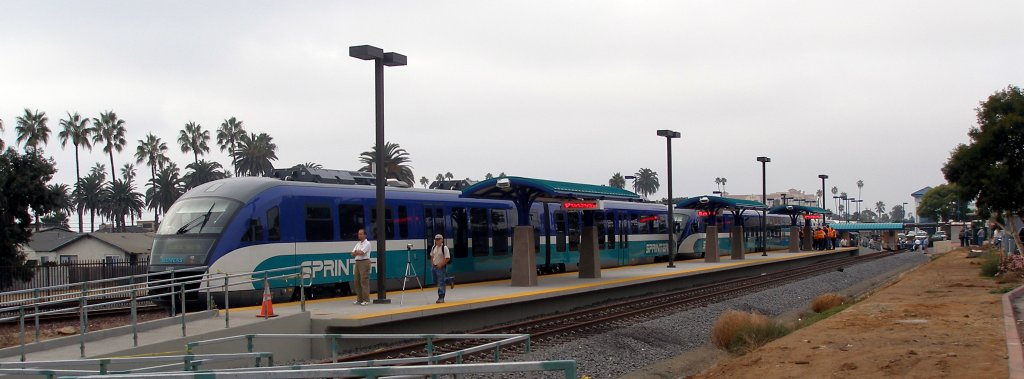
El San Diego Sprinter en el Centro de Tránsito de Oceanside (Oceanside Transit Center)